# موتور ايدوكوسة
موتور ايدوكوسة (بالإنجليزية: Mowtowr-e Idukuseh)‏ هي منطقة سكنية تقع في سيستان وبلوتشستان في إيران. يقدر عدد سكانها بـ 62 نسمة .